# Аркоре
Аркоре (итал. Arcore) — город в Италии, в провинции Монца-э-Брианца области Ломбардия.
Население составляет 16 896 человек (на 2004 г.), плотность населения — 1800 чел./км². Занимает площадь 9 км². Почтовый индекс — 20043. Телефонный код — 00039.
Покровителем города почитается святой Евсторгий, празднование в третий понедельник сентября.
Город известен также расположением в его окрестностях виллы Сильвио Берлускони.

## Города-побратимы
- Коринальдо, Италия